# Bucorvidae
Bucorvus
Famille
Genre
La famille des Bucorvidae est celle des Bucorves ou Calaos terrestres, oiseaux de taille grande à très grande (80 à 120 cm), au long bec courbe surmonté d'un casque creux, avec des caroncules noires ou rouges. Ils possèdent des ailes larges et arrondies, et une longue queue.
Ces oiseaux vivent exclusivement en Afrique sub-saharienne. Ils fréquentent surtout la savane.

## Position systématique
Les Bucorvidae constituaient initialement la sous-famille des Bucorvinae, dans la famille des Bucerotidae (ordre des Coraciiformes).
La classification de Sibley-Ahlquist, qui crée l'ordre des Bucérotiformes, divise maintenant l'ancienne famille des Bucerotidae en deux : elle en sépare les Bucorvidae et limite les Bucerotidae à l'ancienne sous-famille des Bucerotinae.
Ainsi :
- Les Bucorves, ou Calaos terrestres, sont maintenant rassemblés dans la famille des Bucorvidae.
- Les Calaos sensu stricto restent seuls dans la famille des Bucerotidae.

La famille des Bucorvidae ne comporte qu'un seul genre : Bucorvus Lesson, 1830.

## Liste des espèces
D'après la classification de référence (version 5.1, 2015) du Congrès ornithologique international (ordre phylogénique) :
- Bucorvus abyssinicus (Boddaert, 1783) — Bucorve d'Abyssinie
- Bucorvus leadbeateri (Vigors, 1825) — Bucorve du Sud